# St. Petrus (Kirchkagen)

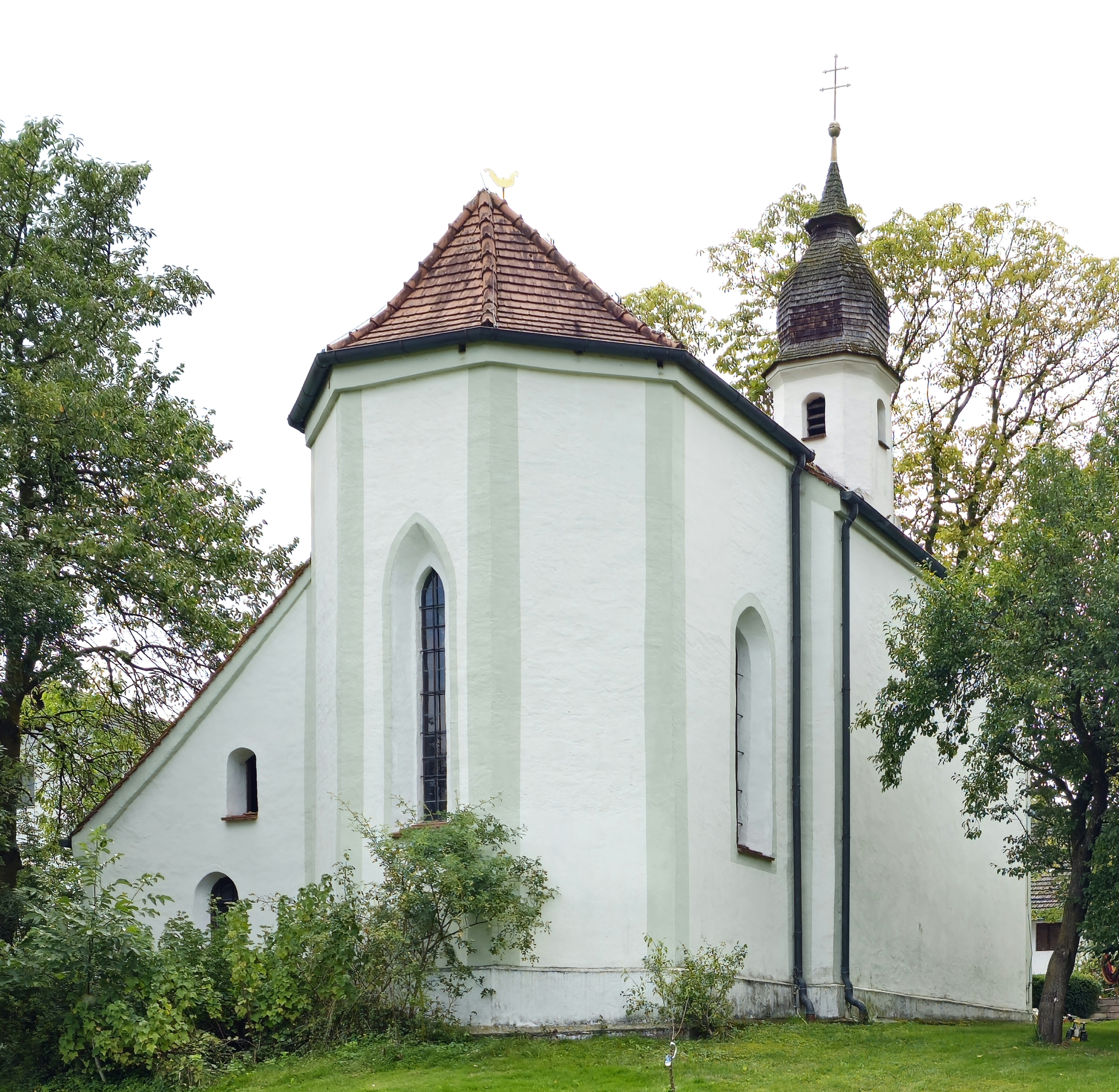
St. Petrus in Kirchkagen

Blick ins Innere

Die Filialkirche St. Petrus ist die römisch-katholische Dorfkirche von Kirchkagen, einem Ortsteil der Gemeinde Obertaufkirchen in Oberbayern. Die Kirche wurde im 15. Jahrhundert im Stil der Spätgotik aus Backstein errichtet, aber schon vor der Barockzeit verputzt.

## Geschichte
Die kleine Kirche ist in ihrem Kern noch romanisch und wurde in der Spätgotik modernisiert. In den kirchenfeindlichen Jahren ab 1803 verlor ihre Aufgabe und wurde 1806 als entbehrlich erklärt und geschlossen. Ab 1815 wurde sie wieder für Gottesdienste genutzt, nachdem sich die Ortsgemeinde verpflichtet hatte, die Baulast an der Kirche zu tragen.

## Beschreibung
Der eingezogene rechteckige Chores des kleinen Saalbaus wird von einem Netzgewölbe überspannt. Das Langhaus ist seit einem Brand der Kirche im Jahr 1797 flachgedeckt und ungegliedert.
An der Westseite ist ein kleiner Dachreiter aufgesetzt, der nach oben mit einer Zwiebelhaube abschließt.